# 辛加伊夫卡
49°52′12″N 28°46′5″E / 49.87000°N 28.76806°E
辛加伊夫卡（烏克蘭語：Сингаївка），是烏克蘭的村落，位於該國北部日托米爾州，由別爾季切夫區負責管轄，始建於1720年，面積1.43平方公里，海拔高度265米，2001年人口218，人口密度每平方公里152.02人。